# Луфэн (месторождение)
Луфэн, или Блок 22-1 (англ. Lufeng) — нефтяное месторождение в Китае. Расположено в Южно-Китайском море, к юго-востоку от Гонконга.
Освоение началось в 1997 году. Начальные запасы нефти оценивались в 50 млн тонн. Выведено из разработки в 2009 году.
Месторождение Луфэн 22-1 стало первым нефтяным месторождением, выведенным из эксплуатации в Китае. Statoil принадлежат 75 % доля месторождения, остальным владеет китайская CNOOC.